# Mohammed Sanogo
Mohammed Yérégnan Sanogo, né à Nogent-sur-Marne (France) le 30 avril 1974, est un pasteur évangélique charismatique, auteur, compositeur ivoirien. Il est le fondateur et pasteur principal de l'église Vases d'Honneur basée à Abidjan en Côte d'Ivoire.

## Biographie

### Jeunesse et éducation

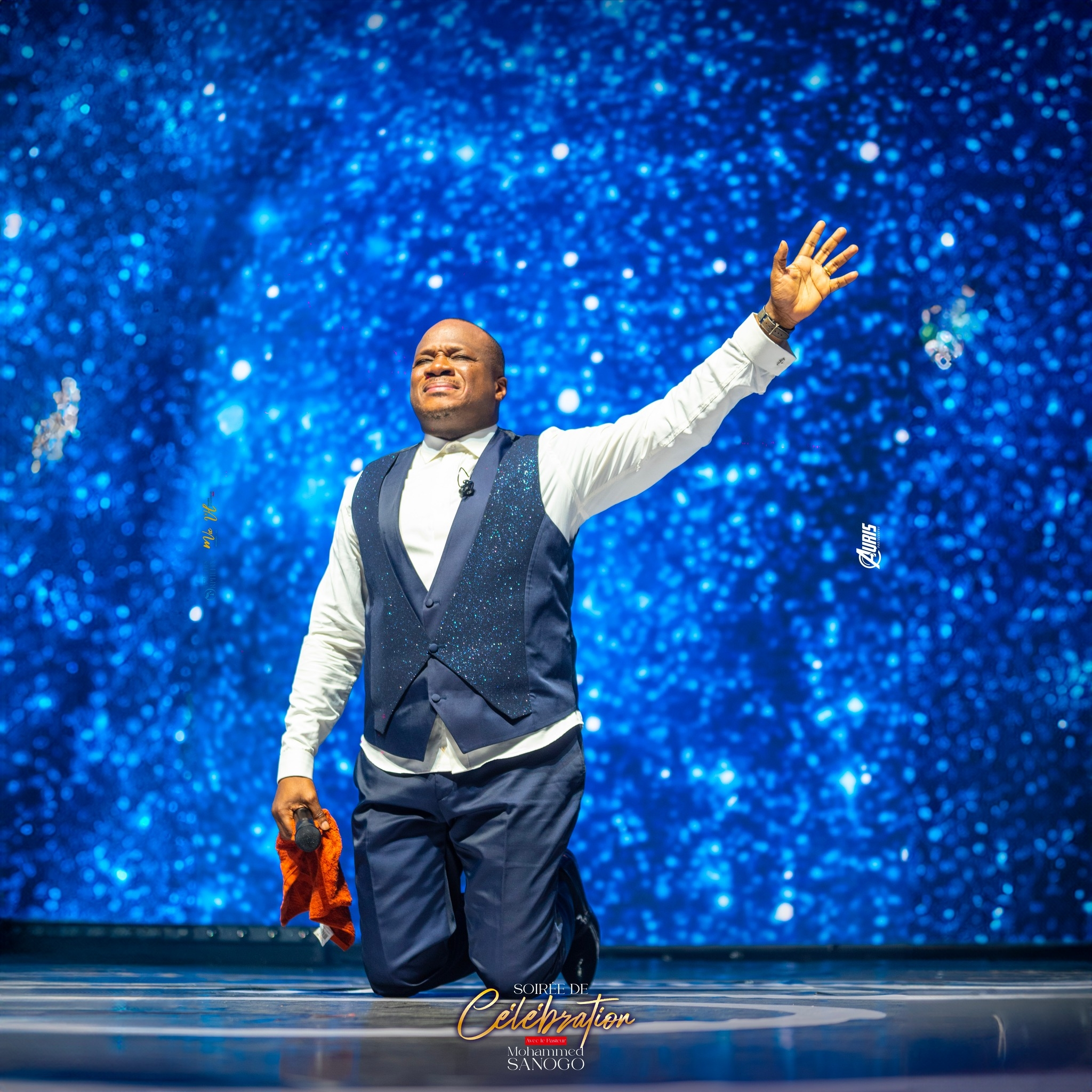
Mohammed Sanogo en adoration.

Après avoir grandi dans une famille musulmane, Mohammed Sanogo s'est converti au christianisme à l'âge de 15 ans. Il a terminé ses études supérieures en obtenant un diplôme de géomètre décerné par l'École nationale supérieure des travaux publics de Yamoussoukro (ENSTP). Puis il s'est tourné vers le ministère à plein temps au sein du mouvement charismatique évangélique ivoirien.

### Ministère
En 2002, il fonde le ministère Messages de Vie et l'église Vases d'Honneur à Abidjan.
Il est parmi les principaux promoteurs d'un renouveau évangélique qui a débuté en Côte d'Ivoire dans les années 1990. À l'opposé des prophéties politisées qui ont compromis de nombreux dirigeants évangéliques et charismatiques lors de la violente crise post-électorale de 2010-2011, Sanogo est resté à l'écart de la politique, se concentrant plutôt sur la conversion, l'enseignement et l'écriture de livres. Son église principale, Vases d'Honneur s'est développée en un large réseau de communautés chrétiennes.

#### Missions en Afrique
Depuis les années 2010, Vases d'Honneur est devenu l'un des principaux acteurs du revivalisme en Afrique francophone. 
Depuis 2014, à travers l'initiative Impact Nation, Sanogo mène régulièrement des croisades d'évangélisation en Afrique de l'Ouest et du Centre, combinées à des actions sociales d'aide aux nécessiteux à savoir la distribution de nourriture, de matériels ménagers et de programmes de soins médicaux gratuits.

## Vie privée
Il est marié avec Lilliane Sanogo depuis l'an 2000 et ils ont quatre 4 enfants[réf. nécessaire].

## Publications
- Le mystère de la pâques
- Apprends moi à prier
- Je suis une personne heureuse, mon secret...
- J'ai donné ma vie à Jésus que dois-je faire?
- Les 12 portes d'influences pour influencer une nation
- Insatisfait
- Messages pour la vie (collection de 12 livres)
- Pleinement Béni (collection de 12 livres)
- A son image pour dominer (collection de 12 livres)
- Béni pour bénir (collection de 12 livres)